# Niospora
Niospora is een geslacht van korstmossen behorend tot de familie Teloschistaceae. 

## Geslachten
Volgens Index Fungorum telt het geslacht twee soorten (peildatum oktober 2021):
| Soortnaam         | Auteur(s)  | Publicatiejaar |
| ----------------- | ---------- | -------------- |
| Niopsora capense  | A. Massal. | 1861           |
| Niopsora ecklonii | A. Massal. | 1861           |